# Stadtarchiv Mainz
Das Stadtarchiv Mainz ist das kommunale Archiv der Stadt Mainz. Der Gesamtbestand umfasst 9.500 lfd. Meter Archivgut, unterteilt in verschiedene Sammlungen entsprechend der Art des Archivguts (Drucksachen, Bilder, Münzen, Siegel …) und des jeweiligen historischen Kontextes. Sitz des Stadtarchivs Mainz ist das Gebäude in der Rheinallee, welches auch die Wissenschaftliche Stadtbibliothek (mit 670.000 Medieneinheiten) beherbergt. Weitere Bestände befinden sich in einem Magazin in der Wallaustraße. Das Stadtarchiv ist seit 1980 als Amt 47 Teil der Stadtverwaltung Mainz und eine eigenständige Dienststelle.
Es verwahrt – zusammen mit der Wissenschaftlichen Stadtbibliothek, mit dem das Stadtarchiv lange institutionell verbunden war – Bestände über die Geschichte der Stadt Mainz für stadtgeschichtliche, heimatkundliche oder genealogische Forschung. Daneben ist es zuständig für die Aufbewahrung von historisch wertvollem Schriftgut der Stadtverwaltung Mainz seit kurfürstlicher Zeit. Die Bestände des Archivs gehen dabei bis in das 12. Jahrhundert zurück.

## Geschichte

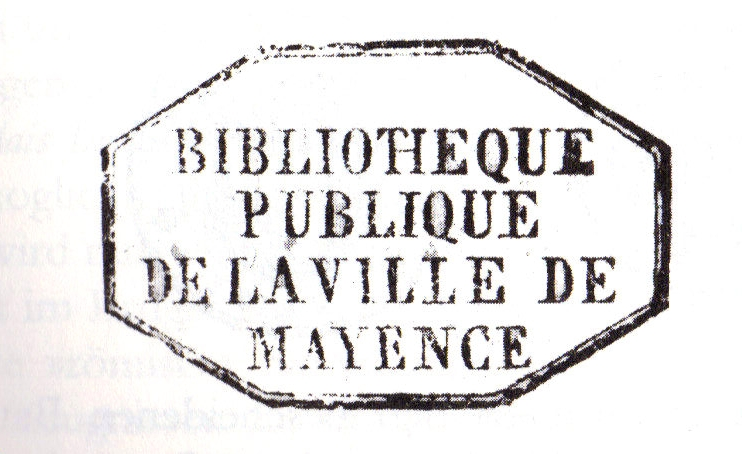
Stempel der 1805 gegründeten Stadtbibliothek

Bereits für das 13. Jahrhundert sind Anfänge eines städtischen Archivs bekannt. Die über die Jahrhunderte gewachsenen Mainzer Gesamtarchivbestände bestanden zu Beginn der Französischen Revolution aus dem eigentlichen Mainzer Stadtarchiv und dem Archiv des Mainzer Kurfürsten. Letzteres unterteilte sich in das Archiv des kurfürstliche Gesamtstaat (Kurmainz), dem Mainzer Reichserzkanzlerarchiv sowie dem Archiv mit Dokumenten der 1781 säkularisierten Mainzer Klöster und der Mainzer Kurfürstlichen Universität. In Folge der französischen Revolution und ihrer Auswirkungen in Mainz (Mainzer Republik) wurden diese Bestände geteilt. Lediglich die Archivalien der Stadt Mainz blieben vor Ort zurück.
Durch eine Verfügung des französischen Innenministers Jean-Baptiste Nompère de Champagny, die am 5. Oktober 1805 in Mainz bekannt gegeben wurde, ging der Bestand der Alten Universitätsbibliothek mit den Bibliotheken der aufgehobenen Klöster in den Besitz der seit 1799 nunmehr französischen Stadt Mayence über. Bedingung war, dass die Stadt für die Kosten einer adäquaten Unterbringung sowie für die Gehälter der (städtischen) Bibliothekare aufkommen solle. Mit dieser Übertragung fanden auch das Münzkabinett der nunmehr aufgelösten Universität und das Archiv der Mainzer Niederlassung des 1773 aufgehobenen Jesuitenordens ihren neuen Aufbewahrungsort.
1912 zog das Stadtarchiv in eigene Räume des neuen repräsentativen Stadtbibliotheksgebäude an der Rheinallee um. Durch Auslagerungen der Bestände im Zweiten Weltkrieg und dem Engagement der verbliebenen Mitarbeiter wurden die Bestände des Mainzer Stadtarchivs weitestgehend vor der Zerstörung bewahrt. Akten aus der nationalsozialistischen Ära von Mainz verbrannten allerdings fast vollständig bei wiederholten Bombenangriffen auf die Stadt. 1980 wurde das Stadtarchiv Mainz als Amt 47 eine eigenständige Dienststelle in der Stadtverwaltung und damit organisatorisch von den Bibliotheken der Stadt Mainz abgetrennt.

## Gliederung des Bestands

### Urkunden

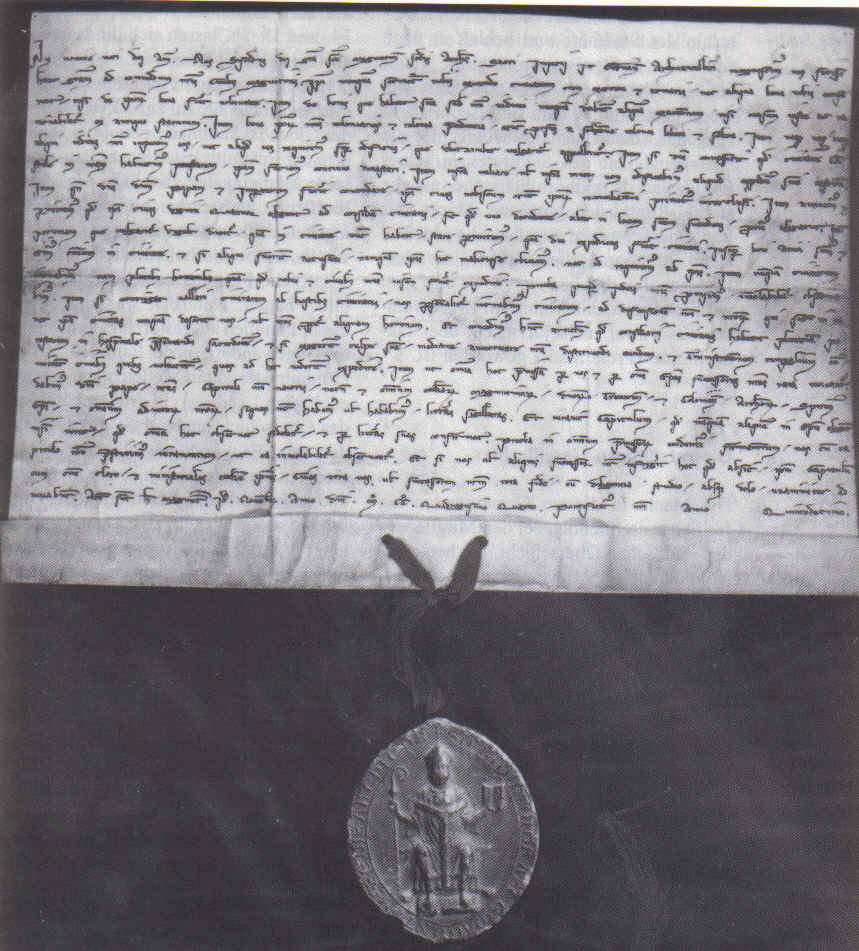
Das Stadtprivileg Siegfrieds III. von Eppstein für die Freie Stadt Mainz von 1244 (Signatur Stadtarchiv: U / 1244 November 13).

Der Bestand an Urkunden umfasst circa 9.300 Urkunden, beginnend mit dem frühen 12. Jahrhundert. Im Bestand der Urkunden enthalten sind circa 2.000 Geburtsurkunden und Handwerker-, Lehr- und Freibriefe. Mit Förderung im Rahmen des Retrokonversionsprojekts der Deutschen Forschungsgemeinschaft wurden von 2010 bis 2012 alle gedruckten und maschinenschriftlich vorliegenden Regesten in eine eigene Datenbank überführt. Ältere Urkunden des Bestands (1106 bis 1371) wurden 2011 im Rahmen des Projekts „Virtuelles deutsches Urkundennetzwerk“ der Deutschen Forschungsgemeinschaft digitalisiert. Auf monasterium.net können 1163 Urkunden konsultiert werden.

### Akten und Amtsbücher der kurfürstlichen Zeit bis 1798 (Bestand 1–29)
Die Archivalien datieren von Ende des Mittelalters bis zum Ende der Präsenz des Kurfürstentums in Mainz 1798. Sie sind vorwiegend städtischer Provenienz und in 29 Bestände aufgeteilt. Dies sind beispielsweise Protokolle und Ratsbücher (Bestand 1, ab 1510), das Archiv der Munizipalität zur Zeit der Mainzer Republik 1792/93 (Bestand 11), Teile des Archivs der kurfürstlichen Universität (Bestand 18) oder Kirchenbücher (Bestand 20, 1582–1798).
Dokumente, die den Mainzer Kurstaat insgesamt betreffen, befinden sich überwiegend im Staatsarchiv Würzburg. Das Archiv des Mainzer Reichserzkanzlers wurde nach Auflösung des Heiligen Römischen Reichs aus Mainz über die Zwischenstationen Aschaffenburg und Frankfurt 1852 in das Haus-, Hof- und Staatsarchiv Wien (heute Teil des Österreichischen Staatsarchivs) gebracht.

### Hospizienarchiv (Bestand 30–40)
Bestand dieses Archivs bilden Dokumente allgemeiner Art zum Hospizien- und Armenwesen in Mainz (Bestand 30) und zu den verschiedenen Mainzer Hospizien wie beispielsweise dem Heilig-Geist-Spital (Bestand 32) oder St. Rochus (Bestand 35). Dazu kommen noch Dokumente aus dem Bereich Zuchthaus und Pfandhaus (Bestand 37) oder den Armenfonds wie dem Hospizienfonds (Bestand 38, beginnend 19. Jahrhundert) und dem Zentralarmenfonds (Bestand 39, beginnend 19. Jahrhundert). Die Pläne der Mainzer Hospiziengüter befinden sich als Bestand 40 ebenfalls in diesem Archiv.

### Zivilstands-, Personenstands- und Familienregister (Bestand 50)
Die in diesem Archiv vorhandenen Dokumente datieren ab 1798, als mit der Übernahme der Stadt durch die Franzosen im Rahmen des Frieden von Lunéville moderne Verwaltungsstrukturen nach französischem Vorbild einfgeührt wurden. Komplett archiviert sind, mit Ausnahme einiger weniger Lücken, die Geburts-, Heirats- und Sterberegister von Mayence und seiner heutigen Vororte sowie die Familienregister der Stadt Mainz (ab Ende des 18. bis Anfang des 20. Jahrhunderts) sowie der eigenständigen Gemeinde Mombach (ab Beginn des 19. bis Anfang des 20. Jahrhunderts). Für die fortlaufende Archivierung dieser Daten gelten unterschiedliche zeitliche Grenzen zur Gegenwart: Geburtsregister älter als 110 Jahre, Heiratsregister älter als 80 Jahre, Sterberegister älter als 30 Jahre.
Die Archivalien dieses Bestands stehen unter bestimmten Bedingungen auch für die Familienforschung zur Verfügung.

### Französisches Archiv 1798–1814 (Bestand 60–63)
Das Französische Archiv umfasst alle Dokumente aus der Zeit der Zugehörigkeit von Mayence zum französischen Reich. Dazu gehört das Archiv der Munizipalverwaltung und der Mairie (Bürgermeisterei) Mainz (Bestand 60), die Dokumente fremder Provenienz aus dieser Zeit (Bestand 61, unter anderem auch aus anderen linksrheinischen Départements), das Archiv des Lycée (der früheren französischen Zentralschule, ab 1803 als Lycée bezeichnet) und der Académie Mayence (Bestand 62) sowie die Drucksachensammlung der französischen Zeit (Bestand 63).

### Hessisches Archiv 1814/16–1945 (Bestand 70ff.)
Im Hessischen Archiv befinden sich im Bestand 70 alle Akten der Bürgermeisterei und anderer städtischer Dienststellen. Die insgesamt 22.000 Dokumente, darunter auch Baupläne und Bürgerannahmen, sind auf der Grundlage des Großherzoglich Hessischen Gemeinderegistraturplanes von 1908 geordnet und elektronisch in der Internet-Datenbank des Stadtarchivs erfasst. Im Bestand fehlen allerdings alle Sachakten des Zeitraums 1933 bis 1945. Diese wurden in der Registratur des Stadthauses bei den Bombenangriffen auf Mainz in der Spätphase des Zweiten Weltkriegs, mit Ausnahme der Akten des städtischen Personalamts, vollständig zerstört. Die erhaltenen Sachakten der städtischen Personalverwaltung (Bestand 73) beinhalten unter anderem auch Unterlagen zur Entlassung von Mitarbeitern der Stadtverwaltung durch die Nationalsozialisten und sind von der Forschung noch nicht komplett erschlossen worden.
Weitere Bestände umfassen unter anderem Dokumente der Französische Besatzungszeit von Mainz nach dem Ersten Weltkrieg in den Jahren 1918 bis 1930 (Bestand 71) und der Stadtbibliothek und des Stadtarchivs selbst bis 1945 (Bestand 72).

### Personalakten der Stadtverwaltung Mainz (Bestand 90)
Hier sind die Personalakten der Stadtverwaltung Mainz, unter anderem auch der jeweiligen Oberbürgermeister, archiviert. Die Dokumente umfassen einen Zeitraum von 1870 bis 2012, für die Oberbürgermeister der Stadt ab 1885, und nehmen im Archiv insgesamt 289 lfd. Meter ein.

### Akten und Amtsbücher seit 1945 (Bestand 100)
In diesem Bestand sind Aktenablieferungen der jeweiligen städtischen Dienststellen nach 1945 archiviert.

### Schularchive (Bestand 200 ff.)
Das Archiv umfasst Bestände verschiedener Mainzer Schulen, ihrer Vorgängereinrichtungen oder heute nicht mehr bestehende Schulen. Archiviert ist so beispielsweise der Bestand des ehemaligen Realgymnasiums Mainz (heute Gymnasium am Kurfürstlichen Schloss), der Vorgängereinrichtungen des heutigen Rabanus-Maurus-Gymnasiums, der Bekenntnisschule Mombach, der Frauenarbeitsschule oder der Neutorschule Mainz.

### Vorortarchive
Das Vorortverzeichnis enthält die Archive aller heutigen Mainzer Vororte sowie die Archive der ehemaligen Mainzer Vororte Bischofsheim und Ginsheim-Gustavsburg. Von den rechtsrheinischen AKK-Vororten liegen Bestände von Kastel und Kostheim vor, Amöneburg fehlt. Der Status der Aufbereitung der Archivalien ist dabei sehr unterschiedlich. Während einige Bestände noch unverzeichnet sind, liegt bei anderen Beständen ein, zumindest teilweises, Aktenverzeichnis oder sogar ein Findbuch vor.
Zusätzlich enthält das Archiv auch nichtschriftliches Archivgut wie beispielsweise alte Gemeindestempel oder Rathausschlüssel der entsprechenden ehemaligen selbstständigen Gemeinden.

### Nachlässe und Archive fremder Herkunft
Das Mainzer Stadtarchiv besitzt insgesamt circa 280 Nachlässe fremder Herkunft. Diese beinhalten Teilnachlässe oder Nachlasssplitter von Mainzer Persönlichkeiten oder Mainzer Vereinen und Firmen.

### Autographen-Sammlung
In der Autographensammlung befinden sich circa 850 Briefe bedeutender Persönlichkeiten aus Politik, Kunst und Literatur, so unter anderem auch von Georg Forster, Napoléon Bonaparte, Thomas Mann, Anna Seghers, Richard Wagner oder Carl Zuckmayer. Die Sammlung umfasst Schriftstücke aus einem Zeitraum von 1499 bis 2005. Da sich in der Sammlung des Stadtarchivs auch Bestände der Schott’schen Autographensammlung befinden, enthält die Sammlung auch die Korrespondenz mit berühmten Komponisten sowie Notizenhandschriften von bekannten Musikern, beispielsweise von Felix Mendelssohn Bartholdy.

### Landesherrliche Verordnungen (LVO)
Die hier archivierten Dokumente umfassen kurfürstlich-mainzische Verordnungen aus dem 15. bis 18. Jahrhundert in Form von Drucken oder Abschriften. Die Verordnungen betreffen vor allem Aspekte der Verwaltung und der Justiz aller Gebiete des Kurfürstentums Mainz. Ein Findbuch zu den Archivalien liegt vor.

### Bild- und Plansammlung (BPS)
Die Bild- und Plansammlung entstand ab den 1920er Jahren durch die erstmalige und systematische Zusammenlegung der entsprechenden, im gesamten Bestand des Stadtarchivs verstreuten Archivalien. Die vorher eher nachrangig mitarchivierten Fotografien wurden auf Grund ihrer mittlerweile deutlich gestiegenen historischen Bedeutung auf Beschluss des Mainzer Stadtrats 1977 zu einer eigenen Bildsammlung zusammengefasst und neu geordnet. Sie gliedert sich auf in Bilder und Fotografien. Im Archiv befinden sich die Bildnisse historischer, mit Mainz verbundenen, Persönlichkeiten wie beispielsweise Georg Forster oder Johannes Bückler, genannt Schinderhannes. Die Fotografiesammlung umfasst circa 200.000 Fotos zu Mainzer Straßen, Gebäuden, Persönlichkeiten und Ereignissen. Die älteste Fotografie stammt aus dem Jahr 1845 und zeigt das kurz darauf (1847) abgerissenen gotische Fischtor.
Die Plansammlung umfasst etwa 20.000 Pläne und Ansichten, sowohl der Stadt wie auch der Festung Mainz, aus dem Zeitraum 16. bis 20. Jahrhundert. Die Festungspläne reichen aus der Zeit der erst kurfürstlichen und später französischen Festung, der Festung des Deutschen Bundes (1815–1866), der preußischen Festung (1866–1873) sowie der Reichsfestung Mainz (bis 1919). Bekannte Einzelstücke sind beispielsweise der so genannte Schwedenplan, ein Plan der Stadt Mainz aus den Jahren 1625/26 (BPSP/55 D). Die Ansichten stellen entweder Mainz als Stadt in Gesamtansicht, einzelne Bauten oder auch Stadtteile dar.
Ein Teil der Bild- und Plansammlung ist digitalisiert und kann über die archiveigene Datenbank aufgerufen werden. 2014 konnten so circa 16.000 der 200.000 Fotos digital recherchiert und zur Nutzung angeboten werden.

### Sammlung zur Neueren und Neuesten Geschichte (ZGS)
In dieser auch „Zeitgeschichtliche Sammlung“ (ZGS) genannten Abteilung befinden sich verschiedene Druckwerke wie Flugblätter, Plakate, Broschüren und sonstige Dokumente der Geschichte von Mainz im 20. und 21. Jahrhundert, darunter auch die Mainzer Kriegschronik von 1939 bis 1945. Viele der Einzelobjekte sind aus Privatbesitz.

### Audiovisuelles Archiv
Das Audiovisuelle Archiv umfasst Filme und Tonträger unterschiedlichster Herkunft. Neben Aufnahmen von Mainz vor der Kriegszerstörung im Zweiten Weltkrieg sind beispielsweise auch Tonbandaufnahmen der Stadtratssitzungen ab 1956 archiviert. Jüngeren Datums sind Video-Interviews der Shoah Foundation mit überlebenden ehemaligen jüdischen Mitbürgern aus Mainz.

### Mainzer Stadtchronik 1952–1993
Die Mainzer Stadtchronik greift auf Inhaltsangaben von nach Betreffen ausgewerteten Artikeln der Mainzer Tagespresse für diesen Zeitraum zurück.

### Siegelsammlung
Die Siegelsammlung enthält über 200 Siegel von Mainzer Erzbischöfen, geistlichen und städtischen Institutionen sowie den Handwerkszünften und von einzelnen Bürgern. Die Siegel stammen dabei aus einem Zeitraum vom 12. bis in das 20. Jahrhundert. In der Sammlung befindet sich unter anderem auch das älteste vorhandene Stadtsiegel von Mainz.

### Münzkabinett
Die Anfänge des Münzkabinetts gehen auf das 1784 gegründete Universitätsmünzkabinett zurück. In diesen Grundstock flossen bereits vorher Bestände der 1773 aufgelösten Niederlassung des Jesuitenordens sowie Sammlungen der 1783 aufgelösten drei reichsten Klöster der Stadt, Kartause, Reichklara-Kloster und Altmünster ein.
1805 sprach Napoleon die stetig wachsende Sammlung der neu gegründeten Bibliothèque de Mayence zu, wo sie von Franz Joseph Bodmann und später Friedrich Lehne eher weniger beachtet wurde. Erst in der zweiten Hälfte des 19. Jahrhunderts wurden Bestände systematisch geordnet und erfasst. Eine wissenschaftliche Betreuung der immer umfangreicher werdenden Sammlung wurde erst 1919 mit der Einstellung von Wilhelm Diepenbach möglich. Diepenbach, später selbst Direktor von Stadtarchiv und -bibliothek, war der erste wissenschaftlich ausgebildete Mitarbeiter des Stadtarchivs und betreute hauptsächlich das Münzkabinett.
Heute umfasst das Münzkabinett insgesamt circa 18.000 Stücke, die in einzelne Abteilungen gegliedert sind. In der Abteilung „Mainzer Münzen“ finden sich über 7.000 Exemplare, beginnend mit Prägungen aus der Merowingerzeit. Die Sammlung umfasst sowohl Münzen, die direkt in Mainz geprägt wurden wie auch Prägungen anderer kurmainzischer Münzstätten wie beispielsweise aus dem Mittelrheingebiet oder aus Hessen und Thüringen. Zu den Münzen kommen noch Medaillen zu verschiedenen Mainzer Persönlichkeiten und anlässlich Ereignisse der Mainzer Geschichte.
Die Abteilung „Antike“ weist insgesamt circa 6.700 Münzen auf. 6.000 davon sind römische Stücke und 700 Münzen sind griechische, nordafrikanische oder gallische Städtemünzen.
In der dritten Abteilung befindet sich eine Sammlung von circa 4.000 nichtantiken und nichtmainzischen Stücken.

### Dienstbibliothek
Die Dienstbibliothek des Stadtarchivs ist eine reine Präsenzbibliothek. Sie enthält circa 15.000 Bücher ausschließlich zur Mainzer Stadtgeschichte, die teilweise im Lesesaal vor Ort eingesehen werden können.

## Leitung des Stadtarchivs
Bis zur organisatorischen Abtrennung des Stadtarchivs von der Stadtbibliothek als eigenständige Dienststelle waren die Leiter beider Institutionen identisch.
- Franz Joseph Bodmann 1806–1814
- Friedrich Lehne 1814-circa 1829
- Philipp Hedwig Külb 1829/1836–1867
- Raimund Külb 1867/1869–1879
- Wilhelm von Reichenau (Kommissarisch) 1878–1879
- Wilhelm Velke 1879–1907
- Gustav Binz 1908–1920
- Aloys Ruppel 1920–1934
- Richard Dertsch 1934–1943
- Aloys Ruppel (Kommissarisch) 1943–1950
- Wilhelm Diepenbach 1950–1956
- Friedrich Adolf Schmidt-Künsemüller 1956–1959
- Jürgen Busch 1961–1965
- Ursula von Dietze 1965–1979
- Ludwig Falck ab 1980 Leiter des neugegründeten Amtes 47 der Stadtverwaltung Mainz (= Stadtarchiv)
- Friedrich Schütz 1993–2003
- Wolfgang Dobras seit 2003

## Wissenschaftliche Mitarbeiter
- Hanns Wilhelm Eppelsheimer
- Elisabeth Darapsky

## Veröffentlichungen
- Stadt Mainz (Hrsg.): Mainz – Fotografische Erinnerungen 1845–1945. Schmidt und Bödige, Mainz 1980
- Stadt Mainz (Hrsg.): Mainz – Fotografische Erinnerungen 1845–1945 Band 2. Verlagsgesellschaft in Mainz, Mainz 1993